# 格勒迪茨
格勒迪茨（德語：Gröditz，發音：[ˈɡʁøːdɪts] ⓘ）是德国萨克森州迈森县的城市，面积28.94平方千米，2023年12月31日人口为6,834人。